# Várzea (São Pedro do Sul)
Várzea é uma localidade portuguesa do Município de São Pedro do Sul que foi sede da extinta Freguesia de Várzea, freguesia que tinha 6,37 km² de área e 1 745 habitantes (2011), e, por isso, uma densidade populacional de 273,9 hab./km².
A Freguesia de Várzea foi extinta (agregada) pela reorganização administrativa de 2012/2013, sendo o seu território integrado na União das Freguesias de São Pedro do Sul, Várzea e Baiões.
Era no território desta antiga freguesia que se situavam as célebres Termas de São Pedro do Sul, localizadas no que fora antigamente o concelho de Banho.

## População
| População da freguesia de Várzea | População da freguesia de Várzea | População da freguesia de Várzea | População da freguesia de Várzea | População da freguesia de Várzea | População da freguesia de Várzea | População da freguesia de Várzea | População da freguesia de Várzea | População da freguesia de Várzea | População da freguesia de Várzea | População da freguesia de Várzea | População da freguesia de Várzea | População da freguesia de Várzea | População da freguesia de Várzea | População da freguesia de Várzea |
| -------------------------------- | -------------------------------- | -------------------------------- | -------------------------------- | -------------------------------- | -------------------------------- | -------------------------------- | -------------------------------- | -------------------------------- | -------------------------------- | -------------------------------- | -------------------------------- | -------------------------------- | -------------------------------- | -------------------------------- |
| 1864                             | 1878                             | 1890                             | 1900                             | 1911                             | 1920                             | 1930                             | 1940                             | 1950                             | 1960                             | 1970                             | 1981                             | 1991                             | 2001                             | 2011                             |
| 926                              | 842                              | 892                              | 878                              | 995                              | 948                              | 1 100                            | 1 161                            | 1 202                            | 1 093                            | 975                              | 1 547                            | 1 409                            | 1 499                            | 1 745                            |

| Distribuição da População por Grupos Etários | Distribuição da População por Grupos Etários | Distribuição da População por Grupos Etários | Distribuição da População por Grupos Etários | Distribuição da População por Grupos Etários | Distribuição da População por Grupos Etários | Distribuição da População por Grupos Etários | Distribuição da População por Grupos Etários | Distribuição da População por Grupos Etários | Distribuição da População por Grupos Etários |
| -------------------------------------------- | -------------------------------------------- | -------------------------------------------- | -------------------------------------------- | -------------------------------------------- | -------------------------------------------- | -------------------------------------------- | -------------------------------------------- | -------------------------------------------- | -------------------------------------------- |
| Ano                                          | 0-14 Anos                                    | 15-24 Anos                                   | 25-64 Anos                                   | > 65 Anos                                    |                                              | 0-14 Anos                                    | 15-24 Anos                                   | 25-64 Anos                                   | > 65 Anos                                    |
| 2001                                         | 260                                          | 223                                          | 768                                          | 248                                          |                                              | 17,3%                                        | 14,9%                                        | 51,2%                                        | 16,5%                                        |
| 2011                                         | 299                                          | 198                                          | 954                                          | 294                                          |                                              | 17,1%                                        | 11,3%                                        | 54,7%                                        | 16,8%                                        |